# العقام (مذيخرة)

تعديل مصدري - تعديل

العقام محلة تابعة لقرية الغربي، التابعة لعزلة الاشعوب بمديرية مذيخرة إحدى مديريات محافظة إب في الجمهورية اليمنية، بلغ تعداد سكانها 167 حسب تعداد اليمن لعام 2004.